# Американське зварювальне товариство

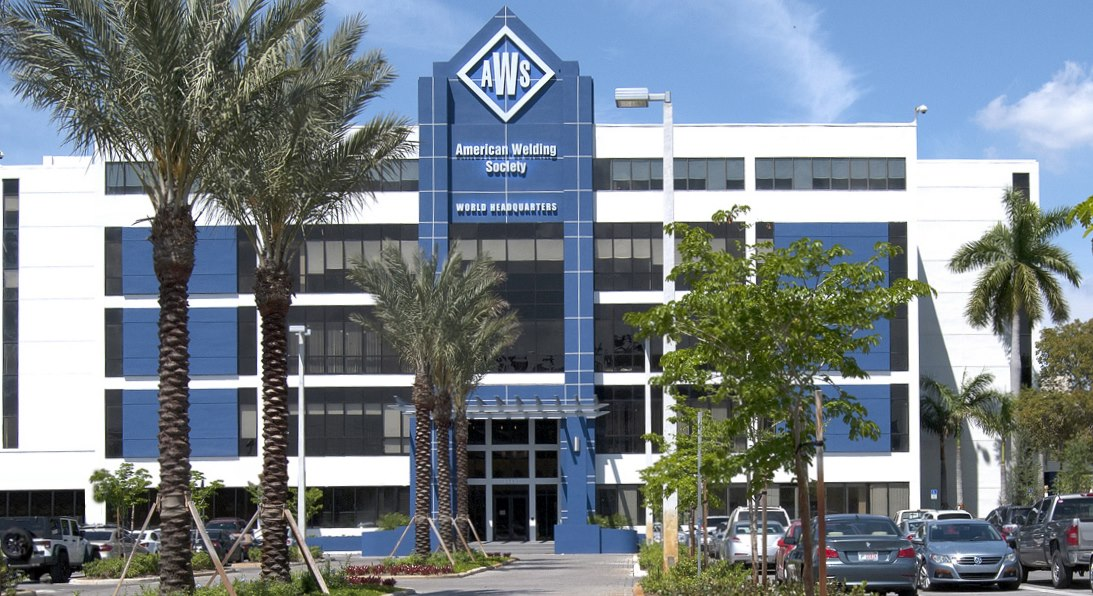
Всесвітня штаб-квартира AWS у м.Дорал, штат Флорида

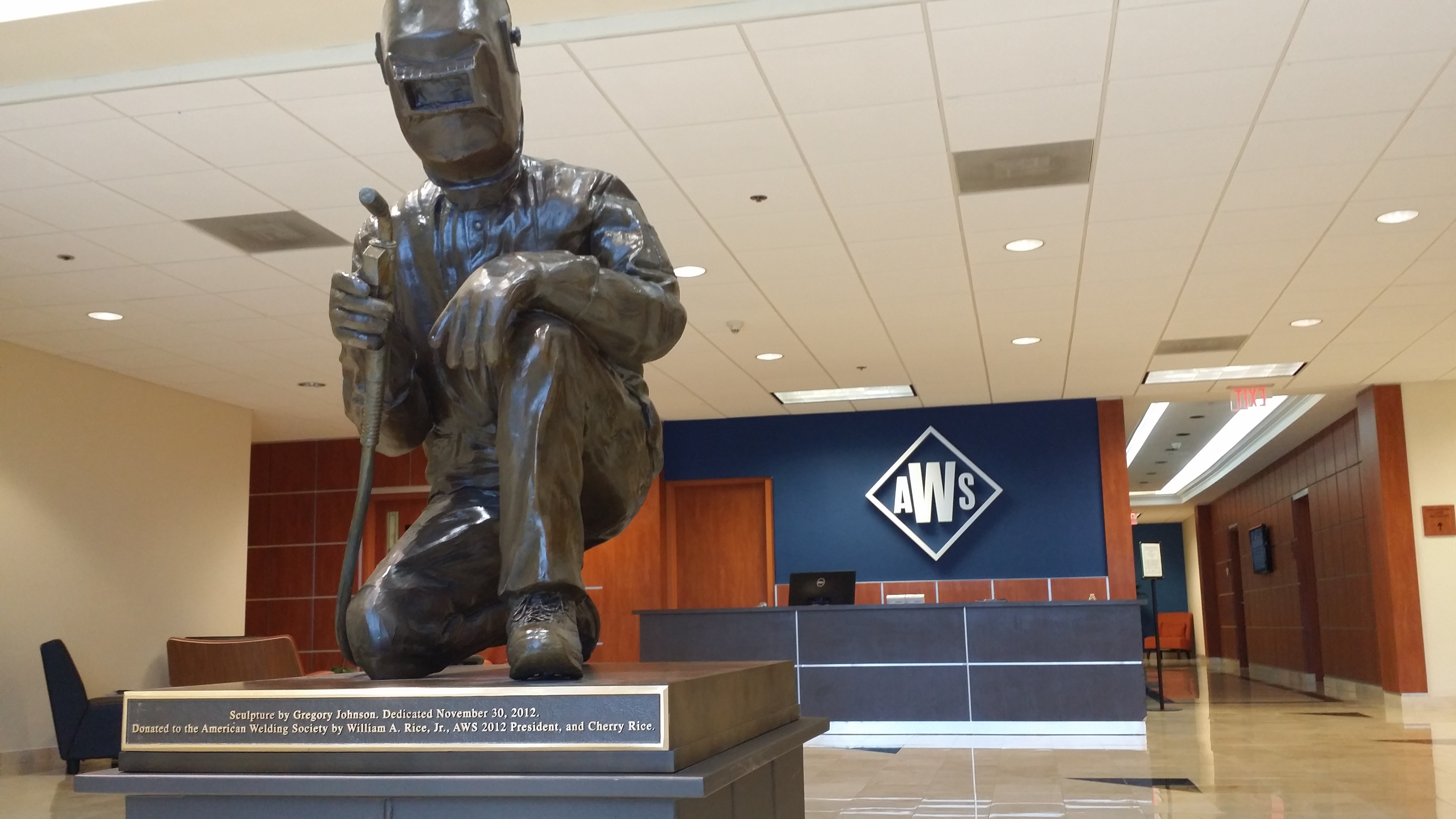
Скульптура зварювальника у фоє штаб-квартири

Американське зварювальне товариство (англ. The American Welding Society (AWS)) — розташована у Сполучених Штатах некомерційна організація професійних інженерів, що працюють у галузі розроблення, дослідження і розвитку науки, технологій і засобів для зварювання металів і пластмас та інших видів з'єднань, у тому числі, паяння твердими і м'якими припоями, термічного напилення та процесів різання. Товариство координує розроблення та розробляє технічні стандарти, відомі як «Зварювальні кодекси AWS» (англ. AWS Codes), виходячи із найкращого досвіду, зібраного та описаного відповідними комітетами AWS, і цільовими асоціаціями та альянсами професійних фахівців у відповідних напрямах діяльності.
Штаб-квартира товариства розташована в м. Дорал, штат Флорида, однак, його фахівці проводять індивідуальні та загальні заходи і зустрічі та мають секції як по всій території Сполучених Штатів, так і за їх межами. Окрім розвитку стандартів, AWS також надає ресурси для проектів і програм навчання, для сертифікації зварювального виробництва, його продукції і персоналу.
Завдяки своїм виданням, Інтернет-форумам, поширюваній по мережах інформації та місцевим і національним заходам, а також, поширюваним через мережу Інтернет інтерактивним заходам, наданню послуг членам товариства і освітнім закладам та завдяки процедурам сертифікації AWS постійно тримає професіоналів у галузях зварювання і матеріалознавства в курсі останніх досягнень і застосовуваних процедур.
Станом на вересень 2012 року, товариство нараховує близько 68 000 членів, у своїй більшості, зі Сполучених Штатів.

## Коротка історія
Формально датою створення Американського зварювального товариства є 1919 рік, від моменту об'єднання Комітету зварювання Допоміжної корпорації флоту (англ. Welding Committee of the Emergency Fleet Corporation) та «Національної зварювальної ради» (англ. National Welding Council). Першим директором товариства був Комфорт А. Адамс.
Розвиток промисловості на початку 1900-х років у Сполучених Штатах та збільшення попиту на зварювальні роботи і технології та на обладнання обумовили потребу видання періодичного друкованого видання для висвітлення актуальних наукових і технічних питань у галузі зварювання. У жовні 1919-го було започатковано видання «Зварювального журналу» (англ. Welding Journal), який на той час називався «Журнал американського зварювального товариства» (англ. Journal of the American Welding  Society). На сьогодні журнал видається щомісячно і містить наукові статті і матеріали, новини індустрії, інформацію про події та заходи товариства і його членів.
Товариство AWS також стало опікуватися стандартами надійності зварювання та безпеки виконання зварювальних робіт з тим, щоб запропонувати настанови щодо забезпечення надійних зварювальних технологій та безпечних процедур.
У 1989-му році було засновано Фонд Американського зварювального товариства для підтримки наукових досліджень та освітніх програм у галузі зварювання та споріднених технологій. Призначення фонду — щорічне надання грантів університетам та нагородження стипендіями кращих студентів магістратури за важливі досягнення в галузі зварювання з важливих для промисловості питань. Особливий пріоритет приділяють студентам бакалаврату з метою популяризації професії зварювальника серед молоді.
На сьогодні AWS видає більше, ніж 160 кодексів та процедур, які стандартизують процеси зварювання виробів із чорних та кольорових металів, із декількох металів, композитів та пластмас і встановлюють вимоги до безпеки зварювальних робіт та охорони здоров'я.

## Основні постійні комітети і асоціації AWS
Постійні комітети та асоціації AWS займаються популяризацією та впровадженням у промислове виробництво передових технологій із з'єднання деталей методами паяння, контактного та інших видів зварювання, газотермічного напилювання, організовують проведення форумів, консультацій і навчання у цій галузі, надають практичну та методичну допомогу, спираючись на «Зварювальні кодекси AWS» і об'єднують виробників зварювальних робіт за напрямами їх діяльності:
- Комітет із паяння твердими та м'якими припоями (англ. The Brazing & Soldering Manufacturers Committee (BSMC)).
- Міжнародна асоціація з термічного напилювання (англ. The International Thermal Spray Association (ITSA)).[3]
- Альянс виробників робіт із контактного зварювання (англ. The Resistance Welding Manufacturing Alliance (RWMA)).
- Асоціація виробників зварювальних робіт (англ. An Association of Welding Manufacturers (WEMCO)).

Окрім постійних комітетів до AWS входить його дочірнє підприємство — Міжнародний інститут зварювання (англ. International Institute of Welding (IIW)).

## Основні технічні комітети AWS
Товариство AWS поділяється на технічні комітети і підкомітети, які розробляють нормативну і довідкову документацію відповідно до виконуваних ними функцій, напрямів діяльності та спеціалізації.

### Комітет з технічної діяльності
Основним організаційним комітетом товариства є Комітет з технічної діяльності (англ. The Technical Activities Committee (TAC)), який здійснює нагляд за програмою розроблення і перегляду стандартів AWS та адміністративне управління діяльністю усіх технічних комітетів товариства. Комітет також співпрацює з іншими установами з розроблення стандартів для гармонізації їх вимог, і є консультативним органом з технічних питань Ради зі стандартів AWS.
| Підкомітети Технічного комітету: - *Підкомітет з присудження нагород (англ. AWS TACA Subcommittee on Awards) - Підкомітет з правил (англ. AWS TACR Subcommittee on Rules) - Виконавчий підкомітет (англ. AWS TACX Executive Subcommittee) |

### Технічні комітети, які реалізують програми зі стандартизації
Усі напрями розроблення і перегляду стандартів та нормативних документів AWS закріплені між відповідними комітетами. Кожний із напрямів діяльності позначається літерами від «A» до «J», які також застосовуються і для позначення стандартів та інших нормативних документів, розроблених відповідними комітетами:
| A Основи - * A1 Комітет із застосування метричних систем (англ. AWS A1 – Committee on Metric Practice) - A2 Комітет з визначень та позначень (англ. AWS A2 – Committee on Definitions and Symbols) - A5 Комітет з присадкових металів та супутніх матеріалів (англ. AWS A5 Committee on Filler Metals and Allied Materials) - A9 Комітет з комп'ютеризації інформації (англ. AWS A9 Committee on Computerization of Welding Information) |

| B Інспектування і кваліфікація - * B1 Комітет з методів інспектування (англ. AWS B1 Committee on Methods of Inspection) - B2 Комітет з процедур та оцінки кваліфікації (англ. AWS B2 Committee on Procedure & Performance Qualification) - B4 Комітет з механічних випробувань зварних з'єднань (англ. AWS B4 Committee on Mechanical Testing of Welds) - PFQC Кваліфікаційний комітет персоналу та технічних засобів (англ. PFQC Personnel & Facilities Qualification Committee) |

| C Процеси - * C1 Комітет з контактного зварювання (англ. AWS C1 Committee on Resistance Welding) - C2 Комітет з термічного напилення (англ. AWS C2 Committee on Thermal Spraying) - C3 Комітет з паяння твердими та м'якими припоями (англ. AWS C3 Committee on Brazing and Soldering) - C4 Комітет з газово-кисневого зварювання та різання (англ. AWS C4 Committee on Oxyfuel Gas Welding & Cutting) - C5 Комітет з електродугового зварювання та різання (англ. AWS C5 Committee on Arc Welding and Cutting) - C6 Комітет зі зварювання тертям (англ. AWS C6 Committee on Friction Welding) - C7 Комітет зі зварювання та різання високочастотними випромінюваннями (електронно-променеве зварювання, лазерне зварювання тощо) (англ. AWS C7 Committee on High Energy Beam Welding and Cutting) |

| D Індустріальне застосування - * D1 Комітет зі зварювання металоконструкцій (англ. AWS D1 Committee on Structural Welding) - D3 Комітет зі зварювання в будівництві морських споруд (англ. AWS D3 Committee on Welding in Marine Construction) - D8 Комітет зі зварювання в автомобільній промисловості (англ. AWS D8 Committee on Automotive Welding) - D9 Комітет зі зварювання листового металу (англ. AWS D9 Committee on Sheet Metal Welding) - D10 Комітет з труб та трубопроводів (англ. AWS D10 Committee on Piping and Tubing) - D11 Комітет зі зварювання чавунних виливків (англ. AWS D11 Committee on Welding Iron Castings) - D14 Комітет зі зварювання машин та устаткування (англ. AWS D14 Committee on Machinery and Equipment) - D15 Комітет зі зварювання на залізничному транспорті (англ. AWS D15 Committee on Railroad Welding) - D16 Комітет з роботизації та автоматичного зварювання (англ. AWS D16 Committee on Robotics and Automatic Welding) - D17 Комітет зі зварювання в авіаційній та аерокосмічній промисловості (англ. AWS D17 Committee on Welding in the Aircraft and Aerospace Industry) - D18 Комітет зі застосування зварювання в медицині (англ. AWS D18 Committee on Welding in Sanitary Applications) - D20 Комітет з допоміжного виробництва (англ. AWS D20 Committee on Additive Manufacturing) |

| F Безпека та охорона здоров'я - * SHC Комітет з техніки безпеки та охорони здоров'я (англ. SHC Safety and Health Committee) |

| G Матеріали - * G1 Комітет зі з'єднання композитів та пластмас (англ. AWS G1 Committee on Joining of Plastics and Composites) - G2 Комітет зі з'єднання металівів та сплавів (англ. AWS G2 Committee on Joining Metals and Alloys) |

| J Зварювальне обладнання - * J1 Комітет з обладнання для контактного зварювання (англ. AWS J1 Committee on Resistance Welding Equipment) |

### Комітет з діяльності в галузі міжнародних стандартів
Комітет з діяльності в галузі міжнародних стандартів (англ. The International Standards Activities Committee (ISAC)) співпрацює із міжнародними організаціями в галузі стандартизації зварювальних і супутніх процесів, зварювального устаткування і персоналу — ISO, CEN та IIW. Комітет працює над узгодженням і гармонізацією встановлених у кодексах AWS вимог із аналогічними вимогами міжнародних стандартів. Виконуючи такі функції, комітет обслуговує споріднені технічні комітети Національного комітету ISO у Сполучених Штатах (англ. The US national committee for ISO):
- ІСО/ТК 44 Зварювання та супутні процеси (англ. ISO/TC 44 Welding and allied processes)[4]
- ІСО/ТК 167 Стальні та алюмінієві конструкції (англ. ISO/TC 167 Steel and aluminium structures)[5]

Комітет також є консультативним органом з технічних питань Ради зі стандартів AWS.

### Акредитований ANSI Комітет стандартів
Акредитований ANSI Комітет стандартів (англ. ANSI Accredited Standards Committee (ASC)), який має назву Z49, Безпека зварювання та різання (англ. Z49, Safety in Welding and Cutting), перебуває у віданні AWS.

### Комітет з розроблення довідників зі зварювання
Комітет з розроблення довідників зі зварювання AWS (англ. The AWS Welding Handbook Committee) відповідальний за підбір інформації, складання, редагування, видання, перегляд і поширення довідників зі зварювання. Комітет співпрацює з усіма іншими комітетами і координує з ними вид та обсяги інформації, яку подають у довідниках.

### Комітет із сертифікації
Комітет сертифікації AWS (англ. The AWS Certification Committee) відповідальний за наступні напрямки діяльності із сертифікації:
- Розроблення та офіційне затвердження нових програм із сертифікації;
- Реалізація усіх програм шляхом видання і запровадження стандартів, які регламентують порядок їх реалізації;
- Забезпечення етики у разі порушення правил.

Програми із сертифікації персоналу охоплюють зварювальників, техніків та інженерів-зварювальників, інспекторів, інтерпретаторів рентгенограм, операторів роботизованих систем електродугового зварювання та систем контактного зварювання, торгових представників, а також навчальних програм і навчального персоналу в галузі зварювання. Більшість сертифікатів AWS, як правило, оновлюється кожні три роки.
Програми із сертифікації засобів зварювання охоплюють безпосередньо засоби зварювання і випробувальне обладнання та акредитацію, аудит і сертифікацію виробництв.

## Стандарти AWS
AWS розробляє, видає та поширює так звані «Зварювальні кодекси AWS» (далі — стандарти), що стосуються усіх аспектів зварювання та виконання зварювальних робіт. Позначення цим стандартам надають відповідно до позначень тих комітетів, які їх розробили. Наприклад, стандарт AWS A2.4:2012 Позначення для зварювання, паяння та неруйнівного контролю (англ. AWS A2.4:2012 Standard Symbols for Welding, Brazing, and Nondestructive Examination) має позначення «A2» Комітету з визначень та позначень (англ. AWS A2 – Committee on Definitions and Symbols). Наступний приклад, стандарт AWS B1.11M/B1.11:2015 Настанова з візуального контролю зварних з'єднань (англ. AWS B1.11M/B1.11:2015 Guide for the Visual Examination of Welds) має позначення «B1» Комітету з методів інспектування (англ. AWS B1 Committee on Methods of Inspection).
Усі стандарти розробляються у відповідності з вимогами до змісту і оформлення, встановленими ANSI. Хоча й стандарти AWS не є обов'язковими і носять рекомендаційний характер, однак деякі з них введено в дію як «національні стандарти» США. Наприклад, стандарт AWS D1.1/D1.1M:2010 Кодекс норм зі зварювання металоконструкцій — сталь. (Друге видання, жовтень 2011) (англ. AWS D1.1/D1.1M:2010, Structural Welding Code–Steel (second printing, October 2011)) офіційно затверджений і прийнятий ANSI як національний стандарт США.

## Публікації

### Журнали

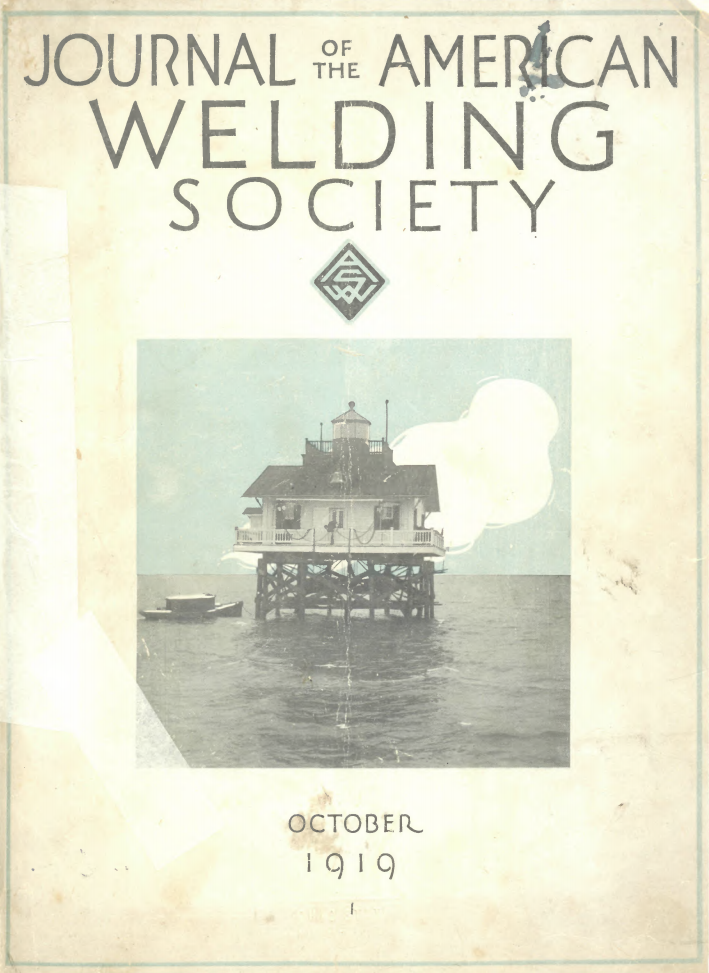
Перше видання «Зварювального журналу» за жовтень 1919

- Зварювальний журнал (англ. Welding Journal)[8] видається щомісячно, починаючи з жовтня 1922-го року і надає читачеві авторські статті з питань керування бізнесом та професійного розвитку у галузі зварювання, результати досліджень у галузі вдосконалення і застосування зварювальних технологій і обладнання, новини про зварювальне обладнання і їх виробників, важливі промислові та наукові новини, повідомлення типу «як це зробити», інформацію постачальникам тощо. Журнал видається англійською, іспанською та португальською мовами. Вимоги до викладення та оформлення статей розміщені на сайті AWS.[9]
- Аспекти інспектування (англ. Inspection Trends). Цей журнал орієнтований в основному, для інспекторів, які виконують роботи в галузі контролювання зварювальних з'єднань, та містить матеріали з перевірки і випробувань професіоналів та випробувального обладнання, сертифікованих Зварювальним товариством, включаючи усіх сертифікованих зварювальних інспекторів (англ. Certified Welding Inspectors).
- Зварювальний ринок (англ. Welding Marketplace) видається щоквартально і присвячений для ознайомлення читачів із поточним станом ринку і попиту на виконання зварювальних робіт та на зварювальне обладнання, із «найгарячішими» новинками в галузі зварювального обладнання і зварювальних технологій, та із станом справ і застосуванням зварювання у промисловості. Журнал видається і є доступним для користувачів як на паперових, так і на електронних носіях.

### Довідники
Довідник зі зварювання (англ. WeldingHandbook) являє собою багатотомне видання ретельно підібраної, перевіреної практикою доступної інформації, необхідної для роботи інженерів, інженерів з проектування і виготовлення металоконструкцій, технологів, інспекторів, зварювальників, викладачів зі зварювання та усіх інших, хто потребує такої інформації:
- Довідник зі зварювання. Наука та технології зварювання. 9-те видання, Том І = Welding Handbook. Welding Science and Technology. — 9th Edition. Volume I. — AWS. — ISBN 0-87171-657-7.
- Довідник зі зварювання. Процеси зварювання. Частина 1. 9-те видання, Том 2 = Welding Handbook. Welding Processes Part 1. — 9th Edition. Volume II. — AWS. — ISBN 0-87171-729-8.

- Довідник зі зварювання. Процеси зварювання. Частина 2. 9-те видання. Том 3 = Welding Handbook. Welding Processes Part 2. — 9th Edition. Volume III. — AWS.
- Довідник зі зварювання. Матеріали і присадки. Частина 1. 9-те видання. Том 4 = Welding Handbook. Materials and Applications, Part 1. — 9th Edition. Volume IV. — AWS. — ISBN 978-0-87171-759-7.
- Довідник зі зварювання. Матеріали і присадки. Частина 2. 9-те видання. Том 5 = Welding Handbook. Materials and Applications, Part 2. — 9th Edition. Volume V. — AWS. — 750 p. — ISBN 978-0-87171-856-3.